# Rhodelphis
Genre
Rhodelphis est un genre d’Archaeplastida (groupe frère de algues rouges et peut-être des Picozoa (en)). Cet organisme unicellulaire vit dans des environnements aquatiques.
Alors que les algues rouges n'ont pas de stades flagellés et sont généralement photoautotrophes, Rhodelphis est un prédateur flagellé contenant un plaste non photosynthétique. Ce groupe est important pour la compréhension de l'évolution des plastes car il donne un aperçu de la morphologie et de la biochimie des premiers Archaeplastidés. Rhodelphis contient un plaste résiduel qui n'est pas capable de photosynthèse, mais qui peut jouer un rôle dans les voies biochimiques de la cellule comme la synthèse de l'hème et le groupement fer-soufre. Le plaste n'a pas de génome, mais des protéines lui sont destinées à partir des gènes du noyau. Rhodelphis est ovoïde avec une extrémité antérieure effilée portant deux flagelles orientés perpendiculairement. Ces organismes ont été collectées pour la première fois en 2015 et 2016.

## Description

### Morphologie
Rhodelphis est un organisme unicellulaire ovoïde d'un diamètre de 10-13 µm. Les cellules ne contiennent aucun pigment, elles apparaissent donc pour la plupart transparentes au microscope et sont recouvertes de glycostyles en forme de parapluie. Les cellules sont mobiles et peuvent nager à l'aide de leurs deux flagelles. Apparaissant juste en dessous de l'extrémité antérieure de la cellule, les flagelles sont perpendiculaires les uns aux autres et sont presque de longueur égale. Le flagelle orienté vers l'arrière est couvert de mastigonèmes ressemblant à des poils. Aucun appareil d'alimentation apparent n'est présent ; la phagocytose des proies s'effectue à l'extrémité postérieure de l'organisme.
Bien qu'il n'ait pas été identifié par microscopie, la présence de protéines d'importation a révélé la présence de plastide résiduel non photosynthétique chez Rhodelphis. Le plaste a conservé une certaine fonction dans l'assemblage des amas fer-soufre et la biosynthèse de l'hème, mais il ne synthétise pas d'acides gras ou d'isoprénoïdes. Rhodelphis utilise pour cela différentes voies dans le cytosol. Rhodelphis contient également des mitochondries avec des crêtes tubulaires qui possèdent une voie de biosynthèse des amas fer-soufre et jouent un rôle dans la biosynthèse de l'hème.

## Liste des espèces
- Rhodelphis limneticus
- Rhodelphis marinus

### Génétique
Rhodelphis est un groupe frère des algues rouges, mais les deux groupes diffèrent considérablement par leur constitution génétique. Le génome de Rhodelphis est beaucoup plus important que celui des algues rouges et ses gènes contiennent beaucoup plus d'introns. De plus, les analyses génomiques ont révélé que Rhodelphis contient de nombreuses séquences, absentes chez les algues rouges, telles que celles qui codent les protéines flagellaires et les composants nécessaires à la phagocytose.
L'ancêtre commun des algues rouges et Rhodelphis résulterait d'un événement endosymbiotique primaire au début de l'évolution des Archaeplastida. Rhodelphis s'est avéré contenir des protéines ciblées sur ses plastes, ainsi que des homologues de transporteurs de protéines trouvés dans les chloroplastes. Ces gènes correspondaient à ceux trouvés dans les algues rouges. Malgré le ciblage des protéines du noyau vers le plaste, Rhodelphis ne contient que deux protéines qui pourraient être impliquées dans la photosynthèse, et il semble que le génome du plaste ait été complètement perdu.

## Habitat et écologie
Bien que Rhodelphis ne contienne que deux espèces connues, ces dernière ont été isolées d'habitats aquatiques très différents. R. marinus a été trouvé au Vietnam dans le sable de corail dans les eaux peu profondes au large des côtes d'une petite île de la baie de Canh ; R. limneticus a été trouvée dans un échantillon d'eau douce du lac Trubin en Ukraine; Vivant parmi les débris, Rhodelphis est un prédateur hétérotrophe qui se nourrit de bactéries et de petits flagellés, mais on sait peu de choses sur son rôle dans les écosystèmes aquatiques.

## Importance
Rhodelphis fait partie des Archaeplastida, un groupe qui partage un ancêtre commun qui a pu obtenir un plaste primaire. Puisqu'il existe peu d'intermédiaires d'événements endosymbiotiques primaires, la découverte de Rhodelpis pourrait être un aperçu du type d'organismes ayant les premiers absorbé les plastes en premier lieu, et être ainsi les ancêtres de tous les Archaeplastida. De plus, il montre certaines étapes du début de l'évolution des plastes, telles que le ciblage des protéines et une transition de la phagotrophie à la mixotrophie. Ces découvertes sont importantes pour comprendre l'évolution des algues vertes et des plantes, des algues rouges qui sont les producteurs primaires à part entière à travers le monde (avec les algues brunes, les diatomées, etc.).